# Titolazione multilingue
Con il termine titolazione multilingue si indica, nell'ambito della titolazione per le arti dello spettacolo (teatro in musica, teatro di prosa, produzioni audiovisive), la possibilità, da parte del pubblico, di seguire più di una opzione di mediazione linguistica.

## Storia
In campo audiovisivo, ciò che ha reso possibile la titolazione multilingue è la nascita del DVD (1996), in cui un data-base integrato consente l'accesso a molteplici canali linguistici dedicati alla titolazione.

Per lo spettacolo dal vivo, le opzioni multilingue (selezionabili singolarmente) sono introdotte nel 1998 al Santa Fe Opera attraverso display custom individuali collocati in prevalenza nello schienale delle poltrone, come negli aeroplani.

L'avvento del Web 2.0, alla fine del 900, e delle tecnologie legate ai nuovi dispositivi mobili (smartphone e tablet) porta profondi cambiamenti anche in questo settore.

Nel 2011, al Teatro del Maggio Musicale Fiorentino, si avvia ad esempio una sperimentazione di trasmissione multilingue su dispositivi mobili consumer, integrabile a sopratitoli monolingua.

Nello stesso 2011, viene presentata un'altra piattaforma software multilingue per dispositivi mobili consumer in alternativa ai sottotitoli nelle sale cinematografiche, seguita, l'anno dopo, da un'applicazione degli occhiali multimediali avente la stessa funzione.

Fra il 2011 e il 2012, presso la Royal Opera House Muscat, viene realizzato il più avanzato, a oggi, sistema di display custom multilingue interattivo e integrato a sopratitoli visualizzati su pannello a LED centrale.

## Altre soluzioni
Più rara è la presentazione di due lingue (simultaneamente) con il più tradizionale e diffuso espediente dei sopratitoli, usato nella maggior parte dei casi con funzionalità monolingua.

## Fonti
- BARDI A., Parola cantata o recitata e parola scritta. Pensieri per i primi dieci anni di Prescott Studio, in Prescott Studio. 1996-2006: Catalogo delle produzioni. Dieci anni di sopratitoli in Italia e in Europa, pp. 11–13, Firenze-Scandicci 2007

- BESTENTE S., Buon compleanno, sopratitoli, 16 luglio 2008, in http://www.fierrabras.com/2008/07/16/buon-compleanno-sopratitoli/

- COLOMBO S. (a cura di), «Come si dice Wagner in italiano?» Rassegna stampa del debutto dei sopratitoli in Europa, in Prescott Studio. 1996-2006: Catalogo delle produzioni. Dieci anni di sopratitoli in Italia e in Europa, pp. 29–36, Firenze-Scandicci 2007

- CONTI M., Leggere voci. Il muto racconto dei sopratitoli, voce fuori campo del teatro, in Prescott Studio. 1996-2006: Catalogo delle produzioni. Dieci anni di sopratitoli in Italia e in Europa, pp. 15–24, Firenze-Scandicci 2007

- EUGENI C., Il Teatro d'opera e l'adattamento linguistico simultaneo, tesi di laurea, Scuola Superiore di Lingue Moderne per Interpreti e Traduttori, Università di Bologna, a. a. 2002-2003

- FOURNIER-FACIO G., Io c'ero. La prima volta dei sopratitoli in Italia, in Prescott Studio. 1996-2006: Catalogo delle produzioni. Dieci anni di sopratitoli in Italia e in Europa, p. 37, Firenze-Scandicci 2007

- FREDDI M. e LURAGHI S., Titling for the Opera House: a Test Case for Universals of Translations?  in INCALCATERRA McLOUGHLIN L. (a cura di), Audiovisual Translation, Peter Lang, Bern-Berlin-New York 2010 (cfr. anche la ricca bibliografia pubblicata in appendice)

- GAMBIER Y. e GOTTLIEB H. (a cura di), (Multi) Media Translation, Benjamin Translation Library, Amsterdam 2001

- GOTTLIEB H., Subtitling. A new University Discipline, in DOLLERUP C. e LODDEGAARD A. (a cura di), Teaching Translation and Interpreting, 1. Training, Talent and Experience, John Benjamins, Amsterdam-Philadelphia 1992

- HEISS C. e BOLLETTIERI BOSINELLI R. M., Traduzione multimediale per il cinema, la televisione e la scena, Clueb, Bologna 1996

- HUGHES P. J., The introduction of supertitles to opera, M. A. Thesis, Teachers College, Columbia University, New York 2003

- MARSHALL G. R., La traduction des livrets. Aspects théoriques et pragmatiques, Acte du colloque international tenu en Sorbonne les 30 novembre, 1er et 2 décembre 2000, sous la direction de Gottfried R. Marshall, Presses de l'Université Paris-Sorbonne, Paris 2004

- LURAGHI S., Sottotitoli per l'opera: strategie di semplificazione in un tipo speciale di traduzione, in «Studi italiani di linguistica teorica e applicata», 33 (1), Pacini editore, Pisa 2004

- PAPARELLA S., I sopratitoli: metodi di traduzione e adattamento del testo, tesi di laurea triennale, Facoltà di Lettere e Filosofia, Università di Pisa, relatore Mireille Gille, a. a. 2003-2004

- PEREGO E., Evidence of explication in subtitling: toward a categorisation, in «Across language and cultures», 4 (1), pp. 63–88, 2003

- PEREGO E., La traduzione audiovisiva, Carocci, Roma 2005 (cfr. anche la ricca bibliografia pubblicata in appendice, pp. 121–126)

- RACAMIER, M., Une vision d'ensemble du surtitrage d'opéra: vers la reconnaissance d'une nouvelle pratique de traduction? , Université de Toulouse II Le Mirail - Università degli Studi di Genova, Mémoire de deuxième année de Master Professionnel en Traduction et Interprétation «Proscenio»: Traduction technique, multimédia et arts de la scène, direttrice Margherita Orsino, co-direttrice Micaela Rossi, a. a. 2011-2012

- ROCCATAGLIATI A. e SALA E., Tradurre l'opera? Basta capirsi... , in «Giornale della musica», n. 188, dicembre 2002

- SABLICH S., Wagner con le didascalie, testo pubblicato nel programma di sala dell'opera Die Meistersinger von Nürnberg per la prima rappresentazione in Europa con i sopratitoli, 1º giugno 1986

- SABLICH S., Tradurre all'epoca dei sopratitoli, in «Giornale della musica», n. 188, dicembre 2002

- SESTITO M., Costumi di scena del tradurre, in Prescott Studio. 1996-2006: Catalogo delle produzioni. Dieci anni di sopratitoli in Italia e in Europa, pp. 25–27, Firenze-Scandicci 2007

- STAMPACCHIA E., Traduzione e sopratitolaggio. Il caso dell'opera lirica, tesi di laurea, Facoltà di Lettere e Filosofia, Università degli Studi di Pavia, relatore Silvia Luraghi, a. a. 2003-2004